# St. Dionysius (Oberfahlheim)

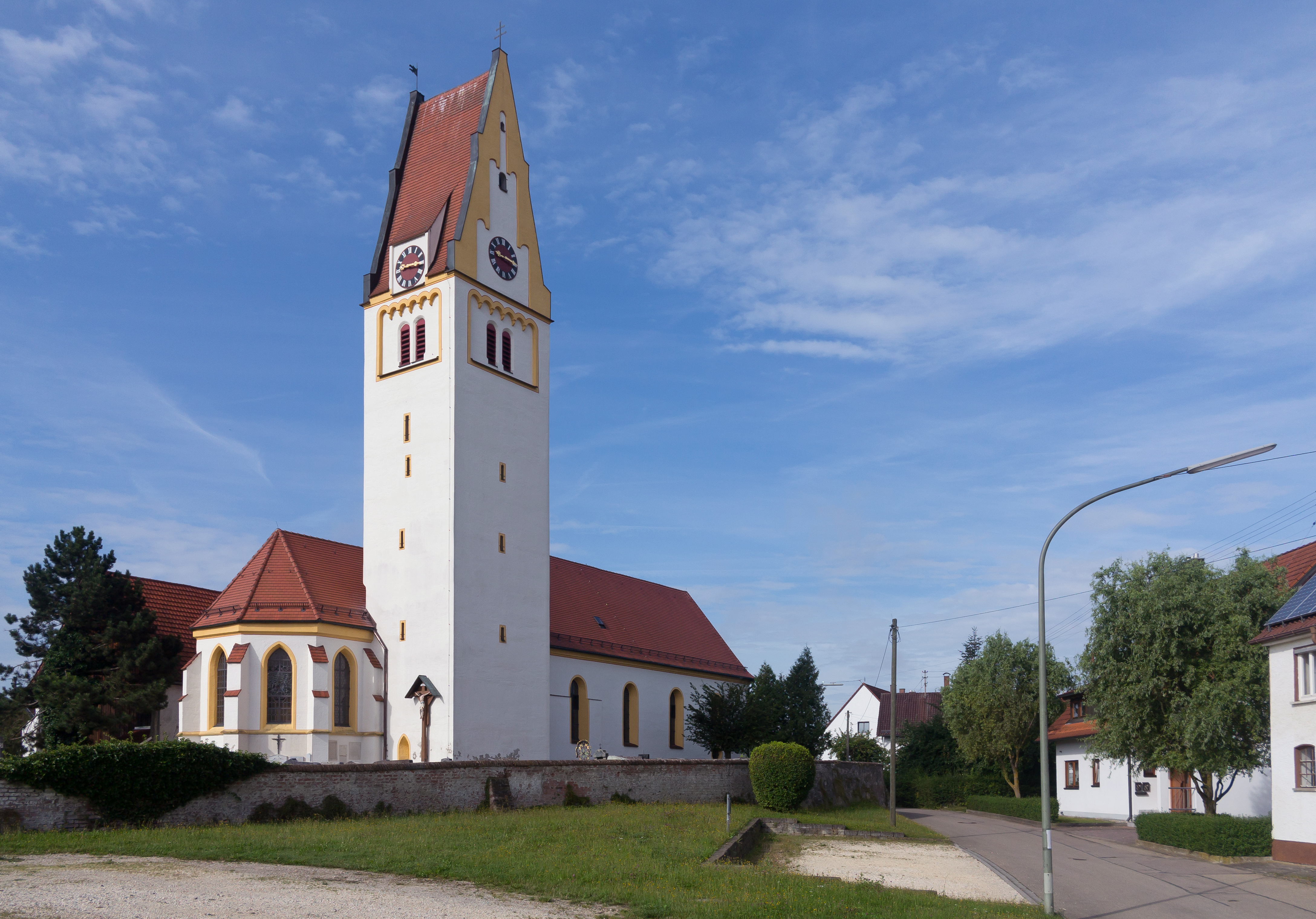
St. Dionysius in Oberfahlheim

Die römisch-katholische Pfarrkirche St. Dionysius steht in Oberfahlheim, einem Gemeindeteil von Nersingen im schwäbischen Landkreis Neu-Ulm in Bayern. Das Bauwerk ist in der Liste der Baudenkmäler in Nersingen als Baudenkmal unter der Nr. D-7-75-134-11 eingetragen. Die Pfarrei gehört zum Dekanat Neu-Ulm des Bistums Augsburg.

## Beschreibung
Die Saalkirche wurde um 1475 unter Verwendung von Teilen der romanischen Vorgängerkirche erbaut. Sie besteht aus einem Langhaus, das 1810 nach Westen verlängert wurde, einem eingezogenen, von Strebepfeilern gestützten Chor mit Fünfachtelschluss im Osten und einem Chorflankenturm an der Nordwand des Chors, der 1810 mit einem Geschoss aufgestockt wurde, das den Glockenstuhl mit fünf Kirchenglocken beherbergt. Die Turmuhr befindet sich im Dachgeschoss, das quer mit einem Satteldach bedeckt ist. Der Innenraum des Langhauses ist mit einer Flachdecke überspannt, der des Chors mit einem Netzgewölbe. Die Fresken im Langhaus, auf denen u. a. die Regina caeli dargestellt ist, wurden am Ende des 19. Jahrhunderts eingefügt. Die neugotischen Altäre wurden 1993 angekauft. Für Heinrich Negelin wurde um 1510 ein Grabmal gebaut.